# واهان شیرخانیان
واهان گریگوری شیرخانیان (ارمنی: Վահան Գրիգորի Շիրխանյան؛ زادهٔ ۱۵ ژوئیهٔ ۱۹۴۷ - درگذشته ۴ ژوئن ۲۰۲۵) یک  فرد نظامی، اقتصاددان، جغرافی‌دان، سیاستمدار اهل ارمنستان بود که از تاریخ ۱۹۹۰ تا تاریخ ۱۹۹۵ سمت نمایندگی دوره اول شورای عالی جمهوری ارمنستان را برعهده داشت.

## زندگی‌نامه
در ۱۵ ژوئیهٔ ۱۹۴۷ در Նորշեն به دنیا آمد .  وی در ۴ ژوئن ۲۰۲۵ در سن ۷۷ سالگی درگذشت.

## یادداشت
1. ↑  ՀՀ Արտադրական ենթակառուցվածքները համակարգող նախարար
2. ↑  ՀՀ պաշտպանության փոխնախարար